# Abocho
Abocho är en ort i Mexiko.   Den ligger i kommunen Elota och delstaten Sinaloa, i den centrala delen av landet, 900 km nordväst om huvudstaden Mexico City. Abocho ligger 14 meter över havet och antalet invånare är 205.
Terrängen runt Abocho är platt. Runt Abocho är det ganska tätbefolkat, med 78 invånare per kvadratkilometer. Närmaste större samhälle är La Cruz, 11,8 km sydost om Abocho. Trakten runt Abocho består till största delen av jordbruksmark.